# Wacław Stykowski
Wacław Stykowski ps. „Hal”, „Gorczyc”, „Mer” (ur. 1 listopada 1912 w Pabierowicach, zm. 18 października 1981 w Warszawie) – oficer Wojska Polskiego, urzędnik. W wojnie obronnej, dowodząc kompanią piechoty walczył w okolicach Warszawy (Kałuszyn, Siennica, Garwolin), następnie w obronie Warszawy dowodził kompanią piechoty walcząc na Młocinach, Bielanach i Żoliborzu. Uniknął niewoli i działał w konspiracji, członek ZWZ, a następnie AK. Brał udział w powstaniu warszawskim jako dowódca batalionu AK im. gen. Józefa Sowińskiego i 2. Rejonu Obwodu Wola AK, a następnie jednego z odcinków obrony warszawskiego Śródmieścia. Po kapitulacji miasta w obozach jenieckich, po wojnie powrócił do kraju, do emerytury pracował w spółdzielczości.

## Życiorys
Wacław Stykowski urodził się 1 listopada 1912 w Pabierowicach koło Grójca, jako syn Jana i Marii z domu Gromadzkiej. Ukończył III Miejskie Gimnazjum Magistrackie w Warszawie, a następnie studiował przez dwa i pół roku w Szkole Głównej Handlowej. Przed wybuchem wojny z powodów finansowych nie zdołał ukończyć studiów. Zrobił to dopiero podczas okupacji, ucząc się na tzw. tajnych kompletach.
W 1933 roku rozpoczął szkolenie w Szkole Podchorążych Rezerwy Piechoty 29 Dywizji Piechoty w Grodnie. Ukończył je w 1934 roku w stopniu plutonowego podchorążego. Rok potem odbył ćwiczenia dla rezerwistów, kończąc je w stopniu sierżanta podchorążego. Na stopień podporucznika został mianowany ze starszeństwem z 1 stycznia 1936i 406. lokatą w korpusie oficerów rezerwy piechoty. W 1935 roku zatrudnił się w Wojewódzkim Funduszu Pracy m. st. Warszawy. Od 1937 roku pracował w Warszawskiej Izbie Rzemieślniczej jako zastępca kierownika Biura Organizacji Zaopatrzenia i Handlu.
6 lipca 1939 roku został zmobilizowany i skierowany na kurs dla oficerów za- i wyładowczych (komendantów węzłów kolejowych). Ukończył go 13 sierpnia, ale nie odszedł do cywila, bowiem dwa dni później, 15 sierpnia 1939 został zmobilizowany z przydziałem do 21 pułku piechoty „Dzieci Warszawy”. Brał udział w wojnie obronnej, walcząc w szeregach Armii „Poznań”. Został ranny pod Kutnem. W trakcie obrony Warszawy dowodził kompanią w 43 Pułku Strzelców Legionu Bajończyków.
Po kapitulacji stolicy udało mu się uniknąć niewoli. Pozostał w okupowanej Warszawie, gdzie już w październiku 1939 został jednym z założycieli konspiracyjnej organizacji Związek Czynu Zbrojnego. W marcu 1940 organizacja przyłączyła się do Polskiej Organizacji Zbrojnej, a wraz z całą organizacją weszła do Związku Walki Zbrojnej. Równolegle Stykowski nadal pracował w Izbie Rzemieślniczej i Przemysłowym Związku Wytwórców i Sprzedawców Obuwia.
Był dowódcą 2. Rejonu III Obwodu Wola Armii Krajowej. W powstaniu warszawskim początkowo dowodził obroną 2. Rejonu na warszawskiej Woli. Po wycofaniu się powstańców z Woli i ciężkim ranieniu dowódcy obwodu, mjr. Jana Tarnowskiego, 9 sierpnia 1944 Wacław Stykowski został jego następcą. Dowodził zgrupowaniem oddziałów III Obwodu, którym udało się wycofać do Śródmieścia.
W Śródmieściu Płn. z żołnierzy III Obwodu Wola - Warszawskiego Okręgu Armii Krajowej, ponownie zorganizował batalion im. gen. Józefa Sowińskiego, którego stan uzupełniono żołnierzami z innych oddziałów Armii Krajowej. Początkowo, do połowy sierpnia 1944 roku dowodził batalionem. Batalion wcielono do IV Rejonu I Obwodu Śródmieście i. Po 15 sierpnia 1944 roku dowództwo batalionu im gen. J. Sowińskiego objął por. Romuald Podwysocki
ps. „Ostoja”. W trakcie toczonych walk powstańczych w Śródmieściu Płn. kpt. Wacław Stykowski objął dowództwo Odcinka Bojowego Północnego w ramach Odcinka Zachodniego, wzdłuż ul. Grzybowskiej od ul. Wroniej do pl. Grzybowskiego włącznie. W Zgrupowaniu „Hala” (Grupa „Hala”) walczyły m.in. oddziały: z Grupy Chrobry II - kompanie 4, 5 oraz okresowo 6 kpt. „Lecha Grzybowskiego” (Wacław Zagórski), bat. gen. J. „Sowińskiego”, kompania szturmowa z bat. „Kiliński”, kompania IV Rejonu Śródmieście kpt. „Janusza” (Władysław Rau). Jedna z jednostek kpt. Stykowskiego (bat. gen. J. Sowińskiego) z powodzeniem broniła rejonu ograniczonego ulicami Grzybowskiej, Waliców, Ceglanej i Ciepłej. Ulice Prosta i Twarda były ulicami zaplecza linii bojowej, a odcinek bojowy Północny był wzdłuż ul. Grzybowskiej na tak zwanym „twardym froncie”. Sztab kpt. „Hala” przy ul. Ceglanej 3 i najważniejszy punkt oporu „Składy Makowskiego” przynależne do browaru Haberbuscha i Schielego (którego magazyny były spichlerzem głodującej stolicy) przy Ceglanej podległym Wacławowi Stykowskiemu jednostkom udało się utrzymać do zakończenia walk.
Po kapitulacji powstania Wacław Stykowski dostał się do niemieckiej niewoli. Przebywał w Stalagu 344 Lamsdorf. Następnie został osadzony w Oflagu VII A Murnau. Po oswobodzeniu obozu przez wojska amerykańskie został wyznaczony na komendanta obozu przejściowego byłych żołnierzy Armii Krajowej w Monachium (Niemcy).
W 1945 powrócił do Polski i do 1948 pracował na Dolnym Śląsku jako organizator rzemiosła, rzemieślnik i spółdzielca. Następnie przeniósł się do Warszawy, gdzie zaangażował się w działalność spółdzielczości inwalidzkiej. W 1949 (lub 1953) roku, został aresztowany przez UB i ponad 12 miesięcy przebywał w areszcie śledczym bez przedstawienia zarzutów. Ostatecznie jednak nie postawiono go w stan oskarżenia i został zwolniony.
Wacław Stykowski zmarł 18 października 1981 w Warszawie. Został pochowany na Powązkach Wojskowych(kwatera D14-2-1).

## Kontrowersje w sprawie mordów na Żydach
Niektórzy badacze i historycy (Michał Cichy, Tomasz Strzembosz, Wacław Zagórski, Barbara Engelking, Teresa Prekerowa) wskazali, iż w czasie powstania Stykowski miał zgromadzić wokół siebie niewielki oddział przyboczny złożony z wolskich kryminalistów, który miał dopuścić się szeregu zbrodni i rabunków na ludności cywilnej, m.in. mordu na kilkunastu Żydach dokonanego 11 września 1944 w piwnicy domu przy ul. Prostej 4 oraz na posesji przy ul. Twardej 30. Wśród zamordowanych były kobiety i dzieci. Miała być to najpoważniejsza zbrodnia dokonana na terenie zajętym przez powstańców, której sprawcami według wymienionych wyżej autorów mieli być żołnierze AK. Powstańcza żandarmeria wszczęła śledztwo w sprawie mordu, jednak nie zostało ono doprowadzone do końca przed upadkiem powstania i sprawcy nie zostali osądzeni.
Z zarzutami nie zgadzają się publicysta Leszek Żebrowski (w publikacji Paszkwil Wyborczej) oraz syn kpt. Wacława Stykowskiego, Jacek Wacław Stykowski. W 2016 roku Jacek Stykowski opublikował materiał pt. Analiza publikacji oczerniających organizacje niepodległościowe, Armię Krajową, w tym kapitana Wacława Stykowskiego ps. „Hal”, „Gorczyc” i jego żołnierzy. Prawdziwe fakty widoczne i udokumentowane w materiałach historycznych. W opublikowanym przez siebie materiale, twierdzi, iż w zgrupowaniu kapitana „Hala” nie było oddziału złożonego z wolskich kryminalistów. Sprawcy zabójstw mieli działać na własną rękę, wykorzystując zamieszanie spowodowane niemiecką dywersją. Zdaniem Jacka Stykowskiego jego ojciec nigdy nie wydał ani zgody, ani rozkazu zabijania niewinnych cywilów. Przeciwdziałał bandytyzmowi, wszczynając dochodzenie wewnętrzne i aresztując podejrzanych.
Dalsze badania dokumentów historycznych znajdujących się w Archiwum Akt Nowych dowiodły, że zbrodni tej dokonała grupa niezidentyfikowanych bandytów podszywających się pod żołnierzy AK. Źródła wskazują, że zbrodnia ta była niemiecką lub komunistyczną dywersją na zapleczu linii bojowych AK, dokonaną w celu skompromitowania żołnierzy AK i obarczenia ich winą za mordowanie ludności cywilnej. Dokumenty wskazują, że prowadzący śledztwo w tej sprawie nie dokonali identyfikacji osób zamordowanych. Należy przyjąć, że wśród nich były osoby pochodzenia żydowskiego oraz mogły być również osoby wyznania rzymsko-katolickiego, uciekinierzy z Woli. Badania, które doprowadziły do tych wniosków zostały opublikowane w książce Kapitan "Hal" autorstwa Jacka Stykowskiego.
W 2019 r. syn kapitana „Hala” Jacek Stykowski skierował do sądu pozew o ochronę dóbr osobistych przeciwko Wojciechowi Ladzie, jednemu z autorów oczerniających Wacława Stykowskiego. W wyniku czego zgodnie z wyrokiem sądu z dnia 14 czerwca 2021 r. pozwany Wojciech Lada opublikował w tygodniku „Do Rzeczy”, oraz na portalu internetowym „Ciekawostki historyczne” przeprosiny. Wyrok sądu oraz przeprosiny Wojciecha Lady dowodzą, że oskarżenie Wacława Stykowskiego oraz jego podkomendnych o dokonanie mordu 11 września 1944r.  w piwnicy domu przy ul. Prostej 4, oraz na posesji przy ul. Twardej 30 jest bezpodstawne i błędne.

## Odznaczenia
- Krzyż Srebrny Orderu Wojennego Virtuti Militari[37][38] - Za dowodzenie podczas powstania warszawskiego ( 9 września 1944 roku )
- Krzyż Walecznych (trzykrotnie),
- Krzyż Armii Krajowej[39],
- Odznaka Grunwaldzka (1971)
- Medal za Warszawę 1939-1945 (1973)
- Medal Zwycięstwa i Wolności (1974)
- Krzyż Kawalerski Orderu Odrodzenia Polski (1976)
- Złota Odznaka Honorowa za Zasługi dla Warszawy (7 I 1980)
- Brązowy Medal Zasługi dla Obronności Kraju (10 x 1980)
- Medal za Udział w Wojnie Obronnej 1939 (5 V 1982)[39],
- Krzyż Partyzanckim (29 IX 1982)[39],